# ASE 그룹
어드밴스드 세미컨덕터 엔지니어링(Advanced Semiconductor Engineering, Inc., 중국어: 日月光半導體製造股份有限公司, 구 ASE 그룹, 중국어: 日月光集團, ASE Group, 일월광그룹, 일월광집단)은 가오슝시, 중화민국에 본사를 둔 독립적인 반도체 패키징 및 테스트 제조 서비스의 선도 기업이다.

## 개요
이 회사는 1984년 제이슨 창과 리처드 창 형제가 대만 가오슝에 첫 공장을 열면서 설립되었다. 제이슨 창은 현재 회사 회장으로 재직 중이며 2024년 포브스 세계 억만장자 목록에 이름을 올렸다.
2025년 4월 1일 기준 회사의 시가총액은 195억 5천만 미국 달러였다.
2016년 5월 26일, ASE와 실리콘웨어 프리시전 인더스트리스(SPIL)는 글로벌 반도체 산업 통합의 일환으로 새로운 지주 회사를 설립하는 계약을 체결했다고 발표했다. 양사는 각자의 법인, 경영진 및 직원을 유지하고 현재의 독립적인 운영 및 운영 모델도 유지할 것이라고 밝혔다.

## 기술
시장 조사 기관 가트너에 따르면, ASE는 19%의 시장 점유율을 가진 가장 큰 OSAT(Outsourced Semiconductor Assembly and Test) 공급업체이다. 이 회사는 반도체 조립, 패키징 및 테스트와 같은 서비스를 제공한다. ASE는 전 세계 전자 회사들의 90% 이상에게 반도체 조립 및 테스트 서비스를 제공한다. 패키징 서비스에는 팬아웃 웨이퍼 레벨 패키징 (FO-WLP), 웨이퍼 레벨 칩 스케일 패키징 (WL-CSP), 플립칩, 2.5D 및 3D 패키징, 시스템 인 패키지 (SiP) 및 구리 와이어 본딩이 포함된다.
팬아웃 웨이퍼 레벨 패키징 (FO-WLP)은 초박형 고밀도 패키지를 가능하게 하는 공정으로, 수년간 존재해 왔으며, 더 작고 얇은 모바일 제품에 대한 시장 수요 증가로 인해 팬아웃 기술이 산업 트렌드가 되고 있다. Yole Développement 연구 회사에 따르면, 팬아웃 패키징 시장은 2014년 1억 7천 4백만 달러에서 2020년까지 24억 달러에 이를 것으로 예측된다.
웨이퍼 레벨 칩 스케일 패키징 (WL-CSP)은 시장에서 가장 작은 패키지를 가능하게 하는 기술로, 더 작고 빠른 휴대용 소비자 기기에 대한 증가하는 수요를 충족시킨다. 이 초박형 패키지 유형은 스마트폰과 같은 모바일 장치에 통합되었다. 2001년 10월, ASE는 웨이퍼 레벨 칩 스케일 패키지의 대량 생산을 시작했다.
플립칩은 칩을 뒤집어 기판 또는 리드프레임과 연결하는 방식이다. Yole Développement 연구 회사에 따르면, 플립칩 기술 시장 가치는 2020년에 250억 달러에 이를 것으로 예상된다. 이러한 시장 트렌드는 주로 태블릿과 같은 모바일 및 무선 장치, 서버와 같은 컴퓨팅 애플리케이션, 스마트 TV와 같은 소비자 애플리케이션에 의해 주도된다.
2.5D 패키징은 작은 패키지 공간 내에서 수십만 개의 상호 연결을 가능하게 한다. 이 패키징 기술은 고대역폭 메모리, 네트워크 스위치, 라우터 칩 및 게임 시장을 위한 그래픽 카드와 같은 애플리케이션에 사용된다. 2007년부터 ASE는 AMD와 협력하여 2.5D 패키징 기술을 시장에 출시하고 있다. 두 회사는 익스트림 게이머를 위해 설계된 2.5D 기반 GPU 프로세서인 Fiji를 공동으로 개발했으며, 이 프로세서는 6인치 PCB에 장착될 수 있을 만큼 작고 24만 개의 범프를 연결한다. 2015년 6월, Fiji는 E3 게임 컨퍼런스에서 공식적으로 출시되었다.
시스템 인 패키지 (SiP)는 단일 패키지 내에서 여러 IC를 함께 작동하도록 묶는 기술이다. SiP 기술은 웨어러블, 모바일 장치 및 사물 인터넷 (IoT)의 시장 애플리케이션 트렌드에 의해 주도되고 있다. 2004년에 ASE는 SiP 기술의 대량 생산을 시작한 최초의 회사 중 하나였다. 2015년 4월, 이 회사는 향후 3년 동안 SiP 생산 능력을 두 배로 늘릴 계획이었다.

## 시설
회사의 주요 운영은 대만 가오슝에 있으며, 다른 공장들은 중국, 대한민국, 일본, 말레이시아 및 싱가포르에 위치해 있다. 또한 중국, 대한민국, 일본, 싱가포르, 벨기에 및 미국에 사무실과 서비스 센터를 두고 있다.
2013년 10월 1일, ASE K7 시설에서 물 사고가 발생했다. 2014년 2월, 가오슝시 정부 및 가오슝 환경보호국(EPB) 관계자들이 K7 공장을 방문하여 시설 운영 재개를 평가했다. 2014년 12월, 회사의 폐수 처리 개선 사항을 확인한 후, EPB 관계자들은 K7 시설의 운영 재개를 허용하는 데 동의했다.
2010년부터 2013년까지 ASE는 산업용수 처리에 1320만 미국 달러를 투자했다. 또한 ASE는 대만 가오슝에 수처리 재활용 공장인 K14를 건설하는 데 2530만 달러를 투자했다. 수처리 재활용 공장은 2015년 1월에 시운전을 시작했다. 프로젝트의 첫 단계가 완료됨에 따라, 이 공장은 하루 최대 20,000톤의 폐수를 처리한다. 물의 절반은 재활용되어 ASE 시설로 재사용을 위해 반환되며, 나머지 절반은 도시 배수구로 방류된다. 재활용 공장에서 나오는 폐수는 지역 규제를 준수할 뿐만 아니라 평균 농도 값이 규제 한도보다 훨씬 낮다.

## 같이 보기
- 대만의 기업 목록
- TSMC (Taiwan Semiconductor Manufacturing Company)
- 대만의 반도체 산업
- 반도체 제조 공장 목록